# Ristomatti Hakola
Pour les articles homonymes, voir Hakola.
Ristomatti Hakola est un fondeur finlandais, né le 15 avril 1991 à Kankaanpää. Il se classe notamment cinquième de la Coupe du monde de sprint en 2018 et remporte la médaille d'argent du sprint par équipes aux Championnats du monde 2021.

## Biographie
Licencié au Jämin Jänne, il est sélectionné pour le Festival olympique de la jeunesse européenne en 2009, après des débuts dans des courses de la FIS en 2008.
Âgé de 20 ans, il gagne son premier titre de champion de Finlande du cinquante kilomètres, course qu'il dispute pour la première fois.
Il fait ses débuts en Coupe du monde en mars 2012 à Lahti, lieu même où il marque ses premiers points à ce niveau deux ans plus tard grâce à une dixième place sur le sprint libre (demi-finaliste). En 2017, il termine trois fois quatrième dans des sprints en Coupe du monde. Il est aussi finaliste du sprint libre (6e) des Championnats du monde disputés à Lahti, en Finlande, cet hiver et est aussi double champion de Finlande.
Lors de la saison 2017-2018, il participe à ses premiers Jeux olympiques à ceux de Pyeongchang, se classant sixième de la finale du sprint classique. Dans la Coupe du monde, il est plusieurs fois quatrième ou cinquième dans des sprints, se plaçant à la cinquième place du classement de la spécialité.
En février 2019, il arrive troisième du sprint par équipes à Lahti avec Iivo Niskanen, montant sur son premier podium en Coupe du monde.
Lors des saisons suivantes, il améliore ses résultats en distance, avec des premiers top dix en 2019 en Coupe du monde et un premier podium en relais dans la Coupe du monde en 2021 à Lahti. Juste après, il remporte la médaille d'argent du sprint par équipes (style libre) aux Championnats du monde à Oberstdorf, avec Joni Mäki.

## Palmarès

### Jeux olympiques d'hiver
| Épreuve / Édition   | Sprint                           | Sprint    | 15 km | 15 km                            | Poursuite 2 × 15 km | 50 km | Relais | Relais    |
| Épreuve / Édition   | libre                            | classique | libre | classique                        | Poursuite 2 × 15 km | 50 km | Sprint | 4 × 10 km |
| JO 2018 Pyeongchang | Épreuve inexistante à cette date | 6e        | —     | Épreuve inexistante à cette date | —                   | 43e   | 9e     | —         |

Légende :
- : pas d'épreuve
- — : Non disputée par Hakola

### Championnats du monde
| Épreuve / Édition        | Sprint                           | Sprint                           | 15 km                            | 15 km                            | Poursuite 2 × 15 km | 50 km | Relais                   | Relais                   |
| Épreuve / Édition        | libre                            | classique                        | libre                            | classique                        | Poursuite 2 × 15 km | 50 km | sprint                   | 4 x 10 km                |
| Mondiaux 2015 Falun      | Épreuve inexistante à cette date | 9e                               | —                                | Épreuve inexistante à cette date | —                   | 38e   | —                        | —                        |
| Mondiaux 2017 Lahti      | 6e                               | Épreuve inexistante à cette date | Épreuve inexistante à cette date | —                                | —                   | —     | —                        | —                        |
| Mondiaux 2019 Seefeld    | 15e                              | Épreuve inexistante à cette date | Épreuve inexistante à cette date | 29e                              | —                   |       | 7e                       | 4e                       |
| Mondiaux 2021 Oberstdorf | Épreuve inexistante à cette date | 16e                              |                                  | -                                | -                   | -     | Médaille d'argent, monde | 6e                       |
| Mondiaux 2023 Planica    | Épreuve inexistante à cette date |                                  |                                  |                                  |                     |       |                          | Médaille d'argent, monde |
| Mondiaux 2025 Trondheim  |                                  | Épreuve inexistante à cette date |                                  |                                  |                     |       | Médaille d'argent, monde |                          |

Légende :
- : médaille d'argent, deuxième place
- : pas d'épreuve
- — : Non disputée par Ristomatti Hakola

### Coupe du monde
Son meilleur classement général est une 19e place en 2018.
Son meilleur résultat individuel est quatrième en 2017 et 2018.
Il compte trois podiums dans des courses par équipes : 1 deuxième place et 2 troisièmes places.
| Saison / Épreuve | Saison / Épreuve | Général | Général | Distance | Distance | Sprint | Sprint |
| Saison / Épreuve | Saison / Épreuve | Class.  | Points  | Class.   | Points   | Class. | Points |
| ---------------- | ---------------- | ------- | ------- | -------- | -------- | ------ | ------ |
| 2014             | 2014             | 114e    | 26      |          |          | 60e    | 26     |
| 2015             | 2015             | 75e     | 73      | 68e      | 20       | 51e    | 53     |
| 2016             | 2016             | 57e     | 103     |          |          | 24e    | 103    |
| 2017             | 2017             | 34e     | 184     | 74e      | 20       | 17e    | 136    |
| 2018             | 2018             | 19e     | 382     | 48e      | 53       | 5e     | 293    |
| 2019             | 2019             | 28e     | 301     | 29e      | 120      | 20e    | 135    |
| 2020             | 2020             | 41e     | 163     | 41e      | 87       | 26e    | 76     |
| 2021             | 2021             | 32e     | 202     | 30e      | 102      | 32e    | 48     |

### Coupe de Scandinavie
- 1 victoire.

### Championnats de Finlande
Il remporte le titre du 50 km classique en 2012, celui du sprint et du trente kilomètres classique en 2017. en 2018, il gagne en skiathlon et en 2019, le quinze kilomètres classique.